# Eremias przewalskii
Eremias przewalskii este o specie de șopârle din genul Eremias, familia Lacertidae, ordinul Squamata, descrisă de Strauch 1876.

## Subspecii
Această specie cuprinde următoarele subspecii:
- E. p. przewalskii
- E. p. tuvensis

## Galerie

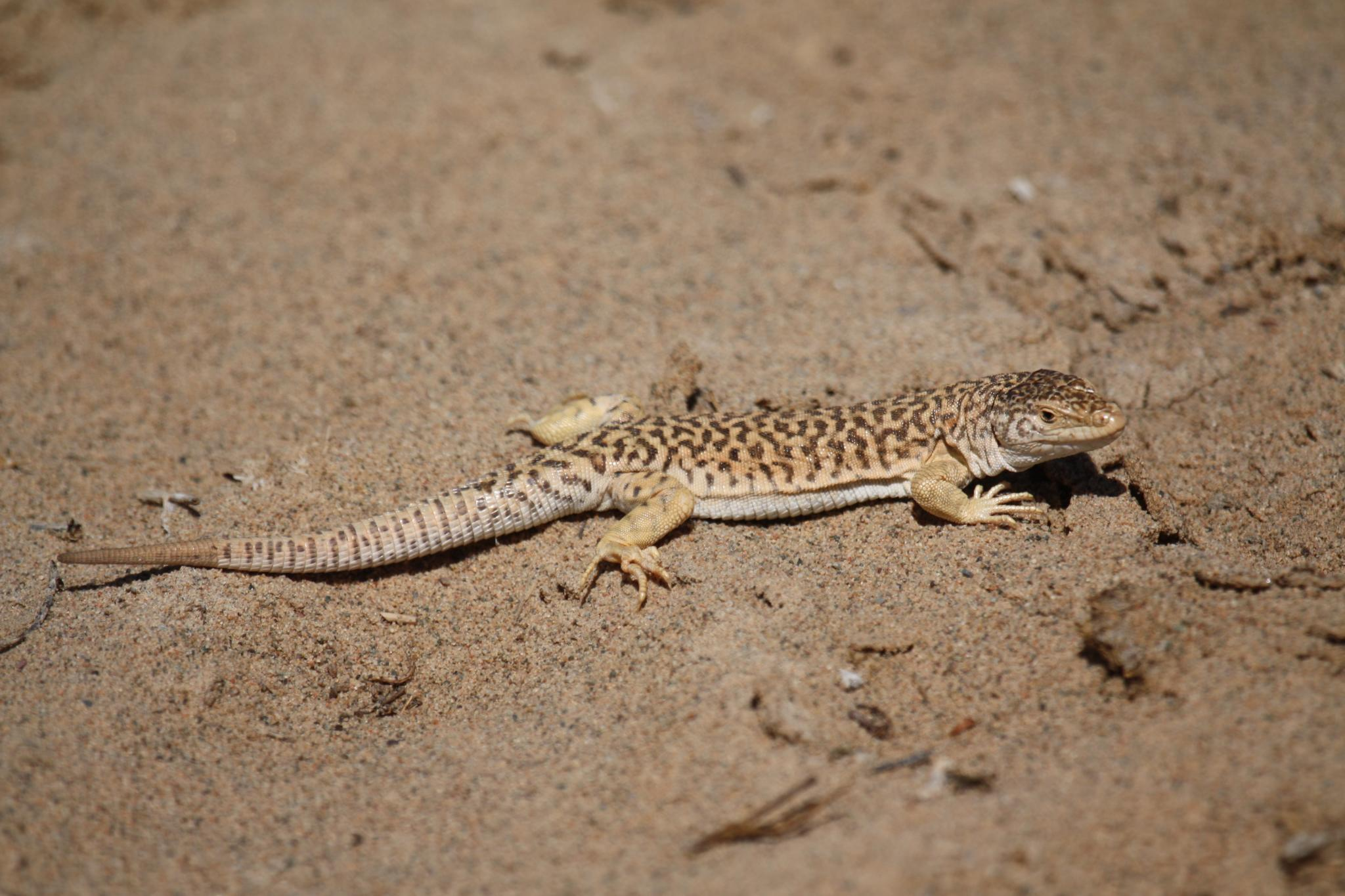